# Balduino II de Henao
Balduino II de Mons (1056-¿1098?) fue conde de Henao desde 1071 a su muerte. Era el hijo menor de Balduino VI de Flandes y Richilda de Mons y Henao.

## Historia
Balduino se convirtió en conde después de la muerte de su hermano mayor, Arnulfo III de Flandes. La reclamación familiar al título de conde de Flandes se había perdido con la muerte de su hermano, pasando en cambio a su tío Roberto el frisón.
Balduino se unió a la Primera Cruzada en compañía de Godofredo de Bouillón (en lugar de Roberto II de Flandes, cuya familia todavía estaba en desacuerdo con la suya), después de vender parte de sus bienes al Obispado de Lieja. En 1098 fue enviado de regreso a Constantinopla con Hugo de Vermandois después del sitio de Antioquía, a pedir ayuda del emperador bizantino Alejo I Comneno. Sin embargo, Balduino desapareció durante una incursión de los  turcos selyúcidas en Anatolia, y se presume que fue asesinado.

## Descendencia
Se casó con Ida de Lovaina (la hija de Enrique II de Lovaina y hermana de Godofredo I de Lovaina, duque de la Baja Lotaringia) en 1084. Sus hijos fueron:
1. Balduino III de Henao;
2. Luis, vivió hasta 1096;
3. Simón, un canónigo de Lieja;
4. Enrique, vivió hasta 1096;
5. Guillermo, murió después de 1117;
6. Arnoldo, casado con Beatriz de Ath (ca. 1075 - antes de 1136), hija de Gutierre de Ath y Ada de Roucy, y padre de Eustaquio el Viejo de Rœulx;
7. Ida (ca. 1085-después de 1101), se casó primero con Guido de Chiévres, luego ca. 1100 con Tomás de Coucy (también llamado Tomás de Marle);
8. Richilda (ca. 1095-después de 1118), casada ca. 1115 con Amaury III de Montfort, y después de la muerte de su marido, se convirtió en monja en Mauberge;
9. Aelidis (antes de 1098-1153), se casó con Nicolás II de Rumigny.